# Pound (Software)
Pound ist ein Reverse-Proxy, ein Lastverteiler und ein HTTPS-Wrapper. Er kann Anfragen von Webclients (in erster Linie also von Browsern) auf Regeln basierend an einen oder mehrere Webserver weiterleiten. Insbesondere kann Pound Sitzungen erkennen, zum Beispiel durch Cookies oder Anmelde-Zeichenfolgen. Eine einmal erkannte Sitzung wird in der Folge immer an den gleichen Webserver geleitet.
Man kann Pound als Lastverteiler einsetzen, um eingehende Anfragen auf mehrere Webserver zu verteilen und so die Gesamtbelastung zu minimieren. Außerdem ist er ein SSL-Wrapper, kann also hereinkommende verschlüsselte Kommunikation entschlüsseln und diese dann unverschlüsselt an den im Hintergrund arbeitenden Webserver weiterleiten. 
Da Pound den größten Teil aller Anfragen komplett unverändert durchreicht, sollte er mit jeder Art von Webserver (wie zum Beispiel Apache, IIS, Zope, Apache Tomcat usw.) kompatibel sein und keine Probleme verursachen.
Pound ist kein Webserver, verarbeitet also keine Anfragen selbst, sondern reicht sie nur an die dahinter arbeitenden Server (Backends) weiter. Ebenfalls ist er kein Webcache, puffert also keine Daten, um damit häufig auftretenden Anfragen schneller beantworten zu können.